# Acrotrichis sericans
Acrotrichis sericans är en skalbaggsart som först beskrevs av Oswald Heer 1841.  Acrotrichis sericans ingår i släktet Acrotrichis, och familjen fjädervingar. Arten är reproducerande i Sverige.